# 230 (число)
Вижте пояснителната страница за други значения на 230.
230 (двеста тридесет) е естествено, цяло число, следващо 229 и предхождащо 231.
Двеста тридесет с арабски цифри се записва „230“, а с римски – „CCXXX“. Числото 230 е съставено от три цифри от позиционните бройни системи – 2 (две), 3 (три), 0 (нула).

## Общи сведения
- 230 е четно число.
- 230-ият ден от невисокосна година е 18 август.
- 230 е година от Новата ера.